# NGC 1739
NGC 1739 est une galaxie spirale barrée située dans la constellation du Lièvre. NGC 1739 a été découverte par l'astronome américain Ormond Stone en 1885.

## Caractéristiques
Sa vitesse par rapport au fond diffus cosmologique est de 3 920 ± 8 km/s, ce qui correspond à une distance de Hubble de 57,8 ± 4,1 Mpc (∼189 millions d'al).
La classe de luminosité de NGC 1739 est II-III et elle présente une large raie HI.

## Paire de galaxies en interaction
Cette galaxie forme une paire avec NGC 1738. Les deux galaxies sont en interaction gravitationnelle, comme on peut le constater sur l'image sur l'image obtenue des données du relevé DSS dans l'encadré à droite.